# Distrikt Querocotillo
Der Distrikt Querocotillo liegt in der Provinz Cutervo in der Region Cajamarca im Norden Perus. Der Distrikt wurde am 22. Oktober 1910 gegründet. Er besitzt eine Fläche von 686 km². Beim Zensus 2017 wurden 13.911 Einwohner gezählt. Im Jahr 1993 lag die Einwohnerzahl bei 16.867, im Jahr 2007 bei 16.549. Sitz der Distriktverwaltung ist die 1961 m hoch gelegene Ortschaft Querocotillo mit 1015 Einwohnern (Stand 2017). Querocotillo befindet sich 114 km nordnordwestlich der Provinzhauptstadt Cutervo.

## Geographische Lage
Der Distrikt Querocotillo befindet sich in der peruanischen Westkordillere im Westen der Provinz Cutervo. Der Río Chotano durchquert den Distrikt in nordnordwestlicher Richtung. Im Norden reicht der Distrikt bis zur Vereinigung des Río Chotano mit dem Río Huancabamba zum Río Chamaya.
Der Distrikt Querocotillo grenzt im Süden und im Südwesten an die Distrikte Querocoto und Miracosta (beide in der Provinz Chota), im Westen an die Distrikte Incahuasi und Kañaris (beide in der Provinz Ferreñafe), im Norden an den Distrikt Pucará (Provinz Jaén), im Osten an den Distrikt Callayuc sowie im Südosten an den Distrikt Cutervo.

## Ortschaften
Neben dem Hauptort gibt es folgende größere Ortschaften im Distrikt:
- Agua Blanca
- Barbasco
- Chaupe
- Chumbicate
- El Corral
- El Guayo
- El Molino
- Inguer
- La Laguna
- La Succha
- La Succha Alta
- Las Delicias
- Minas
- Palmo Alto
- Paric
- Patipampa
- Quilagan
- San Luis de Quipayuc
- Santa Rosa
- Santos
- Shin Shin
- Sillangate